# Jan Pawliński
Jan Stanisław Pawliński (ur. 3 kwietnia 1956 w Tomczykach, zm. 10 listopada 2015 w Sieradzu) – polski lekkoatleta, specjalizujący się w biegach średniodystansowych i długodystansowych.

## Kariera sportowa
Syn Feliksa i Heleny. Przez całą karierę był zawodnikiem Żegliny Sieradz.
W 1980 został wicemistrzem Polski seniorów w biegu na 1500 metrów i brązowym medalistą mistrzostw Polski w biegu przełajowym (7 km). W tym samym roku wystąpił w meczu międzypaństwowym z Niemcami, zajmując 4. miejsce w biegu na 3000 metrów.

## Rekordy życiowe
- bieg na 1500 metrów
  - stadion – 3:42,8 (Zabrze 1980)
- bieg na 3000 metrów
  - stadion – 8:01,4 (Grudziądz 1979)
- bieg na 5000 metrów
  - stadion – 13:58,20 (Warszawa 1979)